# Polska Nowa Wieś (przystanek kolejowy)
Polska Nowa Wieś – nieczynny przystanek osobowy w Polskiej Nowej Wsi, województwie opolskim, w powiecie opolskim, w gminie Komprachcice, w Polsce.
Obecnie, podczas imprez odbywających się na pobliskich lotnisku Aeroklubu Opolskiego, sporadycznie zatrzymują się tutaj pociągi.
| opolskie Nowa Wieś                             |  |                             |
| Linia nr 287 Opole Zachodnie - Nysa (9,866 km) |  |                             |
| Komprachciceodległość: 3,257 km                |  | Szydłów odległość: 5,620 km |